# Cyryl Klimowicz

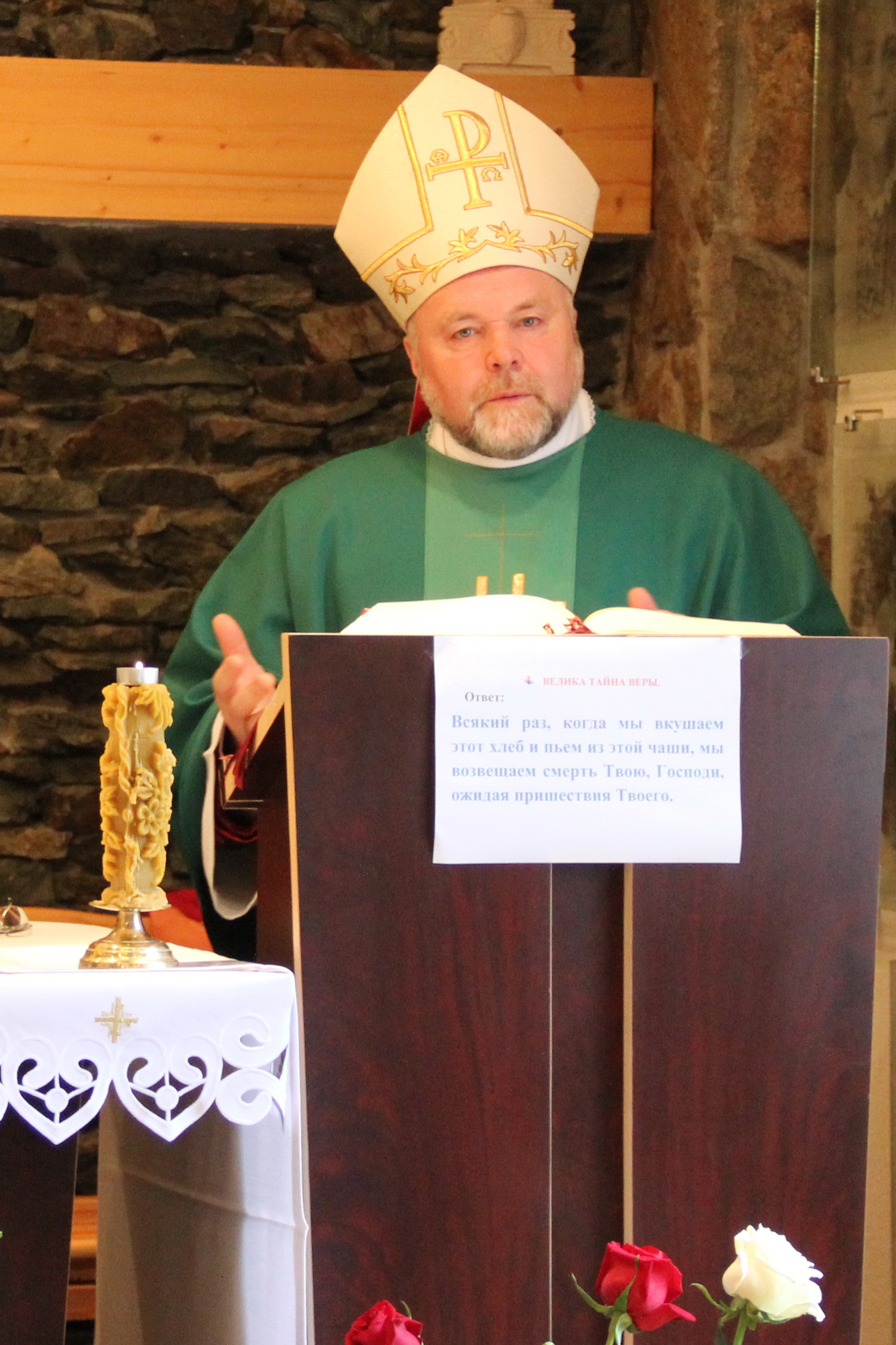
Cyryl Klimowicz, 2013

Bischofswappen von Cyryl Klimowicz

Cyryl Klimowicz (* 5. November 1952 in Amangeldi, Kasachische SSR) ist ein belarussisch-polnischer römisch-katholischer Geistlicher, Bischof von St. Josef von Irkutsk und Apostolischer Administrator von Juschno-Sachalinsk in Russland.

## Leben
Cyryl Klimowicz wurde im Dorf Amangeldi in der Nähe von Alma-Ata als Sohn polnischer Eltern geboren, die zur Zeit des Stalinismus als Kulaken galten und daher in die Kasachische SSR deportiert worden waren. Von 1956 bis 1965 lebte die Familie in der Belarussischen SSR, weshalb Klimowicz neben der polnischen auch die belarussische Staatsbürgerschaft besitzt. 1965 kehrte die Familie nach Polen zurück und ließ sich in Leśny Rów nieder. Klimowicz besuchte das Gymnasium in Kętrzyn und erlangte 1974 dort das Abitur. Von 1974 bis 1980 studierte er Philosophie und Katholische Theologie am Priesterseminar Hosianum in Olsztyn. Als Diakon wirkte er in Bartoszyce. Er empfing am 8. Juni 1980 in der Kathedralbasilika St. Jakob in Olsztyn durch den Bischof von Ermland, Józef Glemp, das Sakrament der Priesterweihe für das Bistum Ermland (ab 1992 Erzbistum Ermland).
Klimowicz war nach der Priesterweihe zunächst Pfarrvikar in der Pfarrei Christus Erlöser in Wydminy (1980–1983) sowie später in Pasłęk (1983–1988) und in Klewki (1988–1990). Daneben war er kurzzeitig in der Priesterausbildung am Priesterseminar Hosianum in Olsztyn tätig. Ab dem 23. Juli 1990 wirkte er im Erzbistum Minsk-Mahiljou als Pfarrer in Hlybokaje und Dechant des gleichnamigen Dekanats.
Papst Johannes Paul II. ernannte ihn am 13. Oktober 1999 zum Weihbischof in Minsk-Mahiljou und zum Titularbischof von Arba. Der Erzbischof von Minsk-Mahiljou, Kazimierz Kardinal Świątek, spendete ihm am 4. Dezember desselben Jahres in der Mariä-Namen-Kathedrale in Minsk die Bischofsweihe; Mitkonsekratoren waren Dominik Hrušovský, Apostolischer Nuntius in Belarus, und Aleksander Kaszkiewicz, Bischof von Hrodna. Sein Wahlspruch Fortes in fide („Standfest im Glauben“) stammt aus 1 Petr 5,9 . Als Weihbischof war Klimowicz zudem Generalvikar des Erzbistums Minsk-Mahiljou und Pfarrer der Mariä-Namen-Kathedrale.
Am 17. April 2003 bestellte ihn Papst Johannes Paul II. zum Bischof von St. Josef von Irkutsk und zum Apostolischen Administrator von Juschno-Sachalinsk. Die Amtseinführung erfolgte am 15. Juni desselben Jahres. Seit dem 3. Januar 2023 fungiert Klimowicz zudem als Vizepräsident der Konferenz der römisch-katholischen Bischöfe in Russland. Zuvor übte er diese Funktion bereits von 2005 bis 2011 aus. Darüber hinaus leitet er die Kommissionen für die Katechese, für den Dialog mit den Nichtgläubigen sowie für den ökumenischen und interreligiösen Dialog.
2012 erhielt Klimowicz das Verdienstkreuz der sibirischen Exilanten und 2016 das Komturkreuz des Verdienstordens der Republik Polen.

## Schriften
- Kościół katolicki na Syberii i kult św. Rafała – historia, pamięć i duszpasterstwo dziś. In: Eugeniusz Niebelski (Hrsg.): Rok 1863 w kilku odsłonach. Wydawnictwo KUL, Lublin 2017, OCLC 1036516183, S. 429–433.